# 'Ndrina Farao
(Nicola Gratteri alla conclusione dell'operazione Stige il 10 gennaio 2018)
La 'ndrina Farao è una potentissima cosca malavitosa o 'ndrina della 'ndrangheta calabrese di Cirò e Cirò Marina, alleata con i Marincola. Hanno ingerenze in tutto il crotonese, nell'alto jonio cosentino (San Giovanni in Fiore e Mandatoriccio). Le principali attività sono le estorsioni e il traffico di droga. In Italia, nel Centro e Nord sono stati rilevati gruppi appartenenti ai Farao in Umbria (Perugia), Toscana, Lazio, Emilia-Romagna (Modena e Parma), Liguria, Veneto e in Lombardia, in particolare, esisterebbe almeno dagli anni '90 del secolo scorso il Locale di Lonate Pozzolo. All'estero hanno propaggini in Germania dagli anni '80 del secolo scorso, in particolare nel Baden-Württemberg, Renania Settentrionale-Vestfalia e in Sassonia. A Stoccarda, il prestanome Mario Lavorato sosteneva Günther Oettinger del Partito Cristiano-Democratico (CDU). 
Negli anni '90 il pentito Heicko Kschinna raccontò che i boss di Stoccarda sarebbero stati Giuseppe Farao e Cataldo Marincola. 
Infine ci sarebbero anche contatti anche con la mafia albanese, soprattutto per quanto riguarda il traffico di droga e lo sfruttamento della prostituzione.

## Storia
Il 30 agosto del 1977, con l'uccisione del boss cirotano Giovanni Santoro, detto fortezza, presero il potere sulla Locale di Cirò, questo omicidio in un primo momento costrinse Giuseppe Farao e Cataldo Marincola a un periodo di esilio forzato in Germania, durante il quale il potere venne gestito da Nicodemo Aloe.
Secondo le indagini dei carabinieri svolte negli ottanta e novanta del secolo scorso, fu il boss cirotano Nicodemo (detto "Nick") Aloe a sviluppare enormemente le attività criminali della locale di Cirò, sino allora dedita soprattutto al contrabbando di sigarette con esponenti della criminalità palermitana. Dagli anni Ottanta gli interessi della cosca iniziarono infatti a riguardare gli appalti, la gestione di bische clandestine in Toscana, Lombardia e Germania, il traffico di stupefacenti e armi (negli anni della guerra civile Jugoslava), anche via mare nelle coste del crotonese. Nel corso di inchieste riguardanti la camorra di Raffaele Cutolo, emerse che Aloe veniva considerato un pezzo da novanta della 'ndrangheta calabrese.
Nick Aloe fu assassinato nel gennaio del 1987 e per il suo omicidio furono processati esponenti della cosca.
Dopo la morte del boss Aloe, il potere venne assunto dai fratelli Giuseppe e Silvio Farao e da Cataldo Marincola che, nel corso di un dominio trentennale, hanno espanso ulteriormente il volume di affari, il potere e la capacità della cosca di infiltrare profondamente ambiti delle istituzioni locali e dell'economia locale, come parrebbe emergere dalla recente operazione Stige, in seguito approfondita.
- Operazione Galassia: Operazione dei Carabinieri che nel 1995 portò all'arresto di 134 persone ritenute affiliate alle cosche Farao-Marincola di Cirò e della Piana di Sibari il cui predominio si estendeva su gran parte del territorio crotonese, dell'Alto Ionio cosentino e perfino in Germania,[14][15][16][17][18][19][20][21][22][23] il processo Galassia è iniziato davanti alla Corte d'assise di Catanzaro nel marzo 1997 per concludersi nel 1999 con la condanna di 72 persone, undici delle quali all'ergastolo.[24][25]
- Il 27 novembre 2005 in un bar di Lonate Pozzolo in provincia di Varese viene ucciso Giuseppe Russo affiliato ai Farao probabilmente dalla stessa 'ndrina per mancata osservanza delle regole.[26]
- Il 27 febbraio 2006 a Ferno in provincia di Varese viene ucciso Alfonso Murano affiliato ai Farao probabilmente dalla stessa 'ndrina per mancata osservanza delle regole.[26]
- Il 5 ottobre 2007 durante l'operazione Piazza pulita vengono apposti i sigilli a 39 proprietà immobiliari riconducibili, direttamente o tramite suoi familiari, ad un pregiudicato di 73 anni, Costantino Mangeruca, originario di Africo (Reggio Calabria), residente a Cornaredo (Milano) ma domiciliato da molti anni a Torre Melissa.[27]
- Il 28 aprile 2008 vengono sequestrati 39 beni immobili per un valore di 30 milioni all'imprenditore settantenne Costantino Mangeruca deceduto abitante a Cornaredo (Milano), affiliato ai Farao-Marincola, nonché implicato nel traffico di droga.[28]
- Il 4 novembre 2008 viene arrestato nella Sila Cosentina il boss Silvio Farao. Sei giorni dopo tenuto a casa sua come sorvegliato speciale evade e si unisce al latitante Cataldo Marincola. È condannato all'ergastolo ma si attende il giudizio della cassazione.[29]
- Il 4 marzo 2009 vengono arrestati a Modena 30 persone tra cui alcuni esponenti dei Farao-Marincola, come i cugini Francesco Cannas e Fiorenzo Santoro da lì veniva gestito un traffico di cocaina ed eroina internazionale. Dall'operazione dei carabinieri Vortice 2 scaturisce che si rifornivano da Paesi Bassi, Germania, Albania e Milano in collaborazione anche con i Mancuso. Sono stati arrestati pure Antonio e Vincenzo Noviello dei casalesi.[30]
- Il 23 aprile 2009 vengono arrestati dalla DDA milanese 39 persone presunte affiliate ai Farao, e distrutta la presunta Locale di Legnano-Lonate Pozzolo (nata nel 2000). È stato arrestato anche il presunto capo Vincenzo Rispoli, nipote del capobastone dei Farao in Calabria. L'organizzazione sembra sia rimasta molto fedele agli antichi riti 'ndranghetisti come quello di affiliazione ed è anche stata trovata la cosiddetta bacinella, cioè delle casse di mutua assistenza per i detenuti. Rispoli avrebbe creato anche una struttura parallela con a capo Mario Filippelli composta anche da delinquenti non consapevoli di lavorare per la 'ndrangheta. La locale si dedicherebbe al pizzo, l'estorsione, talvolta alla prostituzione e all'usura ed avrebbe anche costruito una rete per il riciclaggio di denaro in Italia e all'estero.[26][31]
- Il 9 ottobre 2009 a Cirò Marina, vicino al torrente Lipuda, viene scoperto un arsenale d'armi della locale di Cirò, e precisamente dei Farao-Marincola.[32]
- Il 20 dicembre 2011 vengono confiscati al capo-locale di Lonate Pozzolo Vincenzo Rispoli, ora detenuto, beni del valore di 11 milioni di euro. Deve scontare una pena di 11 anni.[33]
- Il 4 giugno 2013 con l'operazione Old Family a Crotone vengono arrestate 35 persone appartenenti alle cosche Vrenna-Ciampà-Corigliano-Bonaventura, Farao-Marincola, Ciampà-Megna-Cazzato, Grande Aracri e Morabito accusati a vario titolo di associazione di tipo mafioso estorsioni, detenzione di armi e traffico di stupefacenti e di armi, in cui figurano anche nuove leve come Francesco Franco, Andrea Leto, Luca Manente, Corrado Valsavoia, Alfonso Cazzato e Danilo Cazzato. Accusati a vario titolo di estorsioni traffico d'armi e narcotraffico e associazione di tipo mafioso appartenenti al gruppo del boss Egidio Cazzato detenuto nel regime carcerario 41 bis di Ascoli Piceno.[34][35][36][37]
- L'8 febbraio 2014 viene arrestato il boss Silvio Farao, latitante dal 2008.[38][39][40]
- Il 10 dicembre 2014, durante l'operazione Quarto passo dei carabinieri del ROS di Reggio Calabria, vengono arrestate a Perugia, ed in particolare nella frazione di Ponte San Giovanni, 61 persone presunte affiliate al Locale di Cirò accusate di associazione di tipo mafioso, estorsione, usura, danneggiamento, bancarotta fraudolenta, truffa, trasferimento fraudolento di valori, traffico di stupefacenti e sfruttamento della prostituzione. Per questi ultimi due tenevano contatti con la criminalità albanese. Sono stati inoltre sequestrati beni del valore di 30 milioni di euro.[41][42][43]
- Il 9 gennaio 2018 si conclude l'operazione Stige porta all'arresto di 169 presunti affiliati o sodali del Locale di Cirò e dei Giglio di Strongoli nel crotonese tra cui i presidenti dei consigli comunali di Cirò Marina, Strongoli, Mandatoriccio, Casabona e San Giovanni in Fiore e del presidente della Provincia di Crotone, 13 arresti sono avvenuti in territorio tedesco in Assia e a Stoccarda.[44][45][46][47] Le 'ndrine in Calabria gestivano il mercato ittico, il gioco d'azzardo legale delle slot machine, i distributori di bevande, i servizi di onoranze funebri e la gestione dell'accoglienza dei migranti;[44][45][46][47] un imprenditore alle dipendenze dei locali di Casabona e Cirò avrebbe anche ottenuto lavoro per lo smaltimento di rifiuti tossici proveniententi dall'Ilva di Taranto.[48] Sono stati sequestrati beni a Crotone, Cosenza, Catanzaro, Roma, Milano, Torino, Bologna, Modena, Parma, Cremona, Carrara, Chioggia, Lurago d'Erba e Robecco d'Oglio.[48]
- Il 18 aprile 2018 ritrovano in Svizzera beni (tra cui un quadro di scuola caravaggesca) e conti correnti legati ad una consorteria che operava nel narcotraffico ed in particolare riconducibili all'oggi defunto Santo Abossida, presunto affiliato dei Farao.[49]

## Organizzazione
- Silvio Farao (arrestato)
- Cataldo Marincola (arrestato)
- Giuseppe Farao (arrestato)

## Famiglie alleate
- Marincola
- Spagnolo
- Giglio di Strongoli[50]